# Ascotis reciprocaria
Ascotis reciprocaria là một loài bướm đêm trong họ Geometridae.